# Yu-Gi-Oh! Duelo de Monstruos
Yu-Gi-Oh!, conocido en Japón como Yu-Gi-Oh! Duelo de Monstruos (遊☆戯☆王デュエルモンスターズ , Yūgiō Dyueru Monsutāzu), es una serie de anime japonesa animada perteneciente al género de aventura y ciencia ficción. Fue producida por Studio Gallop basándose en la serie de manga Yu-Gi-Oh! escrita por Kazuki Takahashi. Es la segunda adaptación de anime del manga después de la serie de televisión de anime de 1998 producida por Toei Animation. La serie gira en torno a un niño de secundaria llamado Yūgi Mutō que lucha contra oponentes en el juego de cartas del Duelo de Monstruos. La serie comienza desde el final del volumen 7, antes de adaptar los capítulos restantes del manga original.
Yu-Gi-Oh! fue emitido originalmente en Japón en TV Tokio entre abril del año 2000 y septiembre del año 2004. Duró 224 episodios. Una versión remasterizada, destacando ciertos duelos, comenzó a emitirse en Japón en febrero del año 2015. La adaptación para Hispanoamérica está basada en la versión editada por 4Kids Entertainment en Estados Unidos, la cual modificó varios aspectos del contenido original japonés, incluyendo nombres, música, escenas y diálogos.
Desde entonces, la serie ha generado sus propias metaserías. Duelo de Monstruos sería sucedido por Yu-Gi-Oh! GX, Yu-Gi-Oh! 5D's, Yu-Gi-Oh! Zexal, Yu-Gi-Oh! Arc-V y Yu-Gi-Oh! VRAINS. Yu-Gi-Oh! Capsule Monsters, una miniserie producida durante la quinta temporada (entre los arcos Grand Championship y Dawn of the Duel). También se han producido tres películas animadas basadas en Duelo de Monstruos: Yu-Gi-Oh! La película: Pirámide de la luz, Yu-Gi-Oh! 3D: Lazos a través del Tiempo y Yu-Gi-Oh! El lado oscuro de las dimensiones.

## Argumento

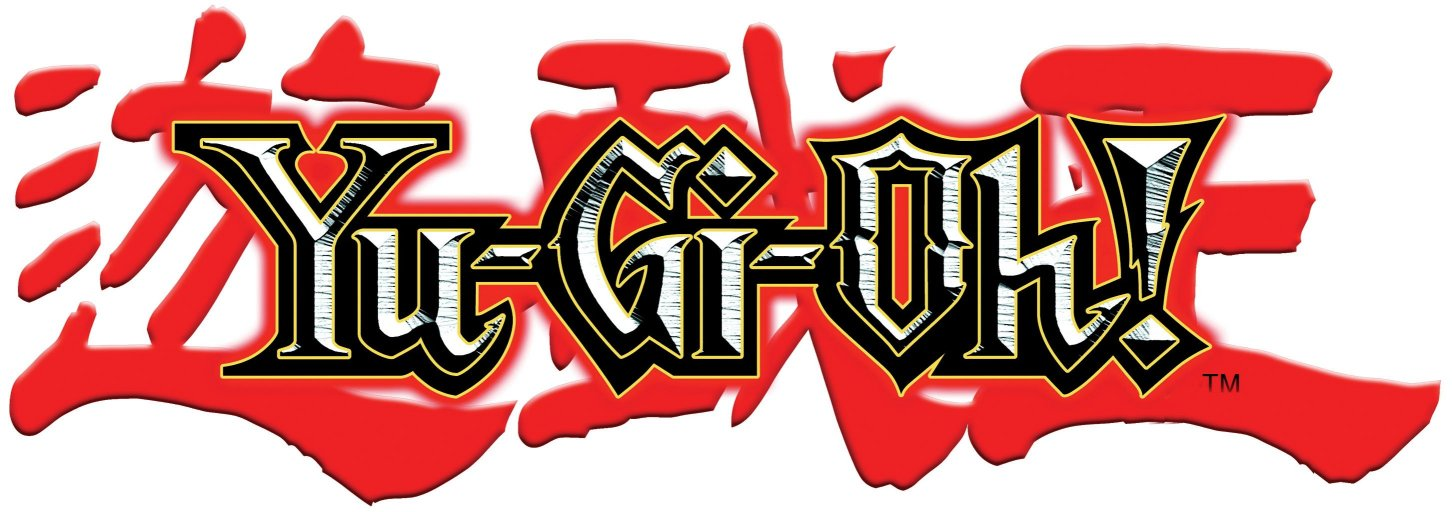
Logo de tipo YU-GI-OH!

### Temporada 1
La historia sigue a Yugi Muto, un niño que completó un antiguo artefacto egipcio conocido como el Rompecabezas del Milenio, que lo llevó a heredar un espíritu conocido solo como Faraón. Después de derrotar a su rival, Seto Kaiba, en un juego de Duelo de Monstruos, Maximillion Pegasus, el creador del Duelo de Monstruos, se acerca a Yugi y usa el poder de otro Objeto del Milenio, el Ojo del Milenio, para secuestrar el alma del abuelo de Yugi. Junto a sus amigos Joey Wheeler (Jounouchi Katsuya), Tristan Taylor (Hiroto Honda) y Téa Gardner (Anzu Mizaki), Yugi entra en el torneo del Reino de los Duelistas de Pegasus, luchando contra muchos oponentes para derrotar a Pegasus y liberar el alma de su abuelo. Después del torneo, Yugi lucha contra Duke Devlin (Ryuji Otogi) en el nuevo juego de Duke, llamado Juego de dados de monstruos del calabozo.

### Temporada 2
Yugi se entera de que el espíritu que habita en él es un faraón sin nombre de la época egipcia, que no recuerda su pasado. Yugi entra en el torneo de Ciudad Batallas de Kaiba para obtener las tres cartas de Dios egipcio necesarias para desvelar el pasado del faraón. En el camino, Yugi se encuentra con oponentes aún más fuertes y más artículos del Milenio, incluido Marik Ishtar, el portador del Cetro del Milenio.

### Temporada 3
Yugi y sus amigos son absorbidos por un mundo virtual dirigido por Noah, el hijo legítimo del padre adoptivo de Kaiba, Gozaburo. Después de derrotar a Noah y los antiguos ejecutivos corruptos de KaibaCorp conocidos como los Cinco Grandes, sus mentes vuelven al mundo real y comienzan las finales del torneo de Ciudad Batallas. Yugi derrota a Kaiba y Marik para ganar las tres cartas de Dioses egipcios.

### Temporada 4
La orden de Orichalcos drena el poder de las cartas de Dioses egipcios y comienzan a reunir almas para revivir al antiguo dragón, Leviatán. Yugi, Joey y Kaiba reciben una legendaria carta de dragón para luchar contra los sellos de Orichalcos. El Faraón se enfrenta a Dartz, el líder de la orden de Orichalcos, para liberar a todas las almas robadas, incluidas las de Yugi, Joey, Kaiba y Pegasus.

### Temporada 5
Yugi y sus amigos luchan en el Gran Torneo de KaibaCorp. Yugi gana el campeonato, y todos finalmente regresan a casa. Mientras tanto, Ryo Bakura, el dueño de la Sortija del Milenio, es vencido por el espíritu oscuro dentro del Anillo, que posee su cuerpo y comienza a recoger los Artículos del Milenio. Yugi y sus amigos van a Egipto, donde Yugi presenta las tarjetas de Dios egipcio frente a una tableta de piedra relacionada con los Objetos del Milenio y se encuentra atrapado hace 5.000 años en el pasado, cuando vivió el Faraón. Faraón y el espíritu oscuro de Bakura luchan y el Faraón descubre más sobre su vida en Egipto. Finalmente, Yugi y el faraón juntos descubren el verdadero nombre del faraón, Atem, y convocan a los tres dioses egipcios para derrotar el mal de Bakura, devolviéndolos al presente. Con todos los Artículos del Milenio reunidos, Yugi y Atem se enfrentan. Yugi derrota al espíritu para que Atem pueda regresar a la otra vida.

### Diferencias de la serie con el manga y el anime Toei
Comenzando desde el punto en el manga donde la serie Toei se detuvo, Duelo de Monstruos al principio parece servir como una continuación de la serie anterior, pero hay diferencias entre las dos adaptaciones que hacen que se superpongan. En particular, el torneo Death-T entre Yugi y Seto Kaiba y todo el arco RPG del mundo de monstruos de la serie original se rehicieron como juegos individuales de Duelo de Monstruos. Miho Nosaka, un personaje único del manga que se convirtió en un personaje principal de la serie Toei, no aparece en Duelo de Monstruos, mientras que Ryo Bakura, que forma parte del elenco principal del manga y a menudo acompañó a Yugi y sus amigos en su aventuras, tiene un papel recurrente en esta serie, y se presenta formalmente en el medio de la saga del Reino de los duelistas, a pesar de unirse al grupo un arco antes en el manga y al final de la serie Toei. Mientras que la serie Toei presenta a los personajes individualmente (incluyendo cómo se conocieron) y muestra a Yugi obteniendo y resolviendo el Rompecabezas del Milenio, Duelo de Monstruos comienza con los personajes ya juntos. Se salta los primeros cincuenta y nueve capítulos (siete volúmenes) del manga, aunque varias escenas y puntos de la trama de eventos cronológicamente anteriores en el manga son reelaborados.
Otro cambio notable es que, a diferencia del manga, el anime de Duelo de Monstruos, como sugiere el título, se centra casi exclusivamente en el juego de cartas del Duelo de Monstruos. Se agregan muchas escenas de Duelo de Monstruos que no estaban en el manga original, a menudo cambiando partes de la trama para adaptarse a los duelos adicionales. El Reino de los duelistas, Juego de dados de monstruos del calabozo y los arcos de recuerdos del faraón del anime presentan grandes diferencias con respecto a sus contrapartes de manga, a menudo hasta el punto en que las tramas son completamente distintas entre los dos medios. Ciertos aspectos de la trama que se consideraron perturbadores en el manga también se atenuaron para la televisión.
Debido a la diferencia de velocidad entre los lanzamientos de manga y anime, se agregaron tres arcos de historias de relleno que no se encuentran en volúmenes posteriores a Duelo de Monstruos:
- Mundo virtual (24 episodios; primera sección de la temporada 3)
- El despertar de los dragones (40 episodios; Temporada 4)
- El Gran Torneo Kaiba (14 episodios; primera sección de la temporada 5)

## Localización
El doblaje latinoamericano de Yu-Gi-Oh! Duelo de Monstruos fue realizado en México por el estudio Audiomaster Candiani (anteriormente Audiomaster 3000), bajo la dirección de Jorge Roig en las primeras dos temporadas, Rubén Moya en episodios específicos (80 y 97) de la segunda temporada, José Alfredo Camacho en la tercera, Rafael Rivera en la cuarta y Antonio Gálvez en la última temporada. Esta versión utiliza la edición realizada por 4Kids Entertainment, manteniendo sus cambios en nombres, música y contenido.

### Versión de Estados Unidos
En la adaptación de 4Kids Entertainment, nombres como Hiroto Honda, Katsuya Jonouchi y Anzu Mazaki se americanizaron en Tristan Taylor, Joey Wheeler y Téa Gardner, respectivamente. Aunque la serie originalmente tiene lugar en Japón, la configuración se cambió a los Estados Unidos. Todos los orígenes de los personajes son estadounidenses, en lugar de japoneses. Los efectos de sonido japoneses fueron reemplazados por efectos estadounidenses familiares y de nueva creación, y la música de fondo cambió de la banda sonora japonesa un poco más alegre a la música de sintetizador melodramático. Los temas de apertura y finalización fueron cambiados de canciones por varios artistas de grabación populares a una canción instrumental hecha con un sintetizador.
La apariencia de las cartas se cambió a un nuevo diseño que solo presenta el diseño, el atributo, el nivel y las estadísticas de la tarjeta en lugar de mostrar el producto de la vida real. En una entrevista con Anime News Network, el vicepresidente senior de medios digitales de 4Kids Entertainment, Mark Kirk, afirmó que la razón para editar la apariencia de las cartas fue porque las leyes de transmisión televisiva de EE. UU. Dictaron que no se permitía que las cartas se vean exactamente como las cartas reales que se venden; de lo contrario, el programa se consideraría legalmente como un comercial en lugar de un anime, y el costo para transmitirlo sería exponencialmente mayor. Sin embargo, dos de las películas contienen los diseños de las cartas originales, ya que no tienen que cumplir con estas regulaciones.
La mayor parte del diálogo y varios elementos de la trama se cambiaron por tener contenido ofensivo, limitaciones de tiempo y razones de mercadotecnia. Las ediciones visuales incluyen eliminar sangre y reducir la cantidad de violencia (como censurar las armas), cambiar algunos diseños de monstruos debido a temas ocultos o sexuales, y reorganizar escenas para que las ediciones de contenido anteriores tengan más sentido. Debido a estas ediciones, se producen varios errores de continuidad en la versión en inglés.
Se presentó un lanzamiento en DVD "sin cortes" por separado entre 4Kids Entertainment y FUNimation Productions, que presenta una nueva adaptación que es más consistente con el original.

## Mecánica del juego de cartas
Duelo de Monstruos está muy centrado en el juego de cartas, con detalles de la trama revelados entre los turnos de cada juego. Sin embargo, hay varias diferencias entre las reglas presentadas en la serie y las reglas del mundo real de Yu-Gi-Oh!, el Juego de cartas coleccionables.
Las reglas del mundo real corresponden esencialmente a las "nuevas reglas para expertos" establecidas por Kaiba al comienzo del arco de la historia de Ciudad Batallas. Antes de este punto en el anime, se utiliza una versión simplificada de las reglas, que reflejan la del manga, donde los monstruos son convocados sin tributos, los puntos de vida de un jugador no pueden ser atacados directamente, solo un monstruo podría atacar por turno, y ciertos tipos de monstruos son más fuertes o más débiles contra otros monstruos de un tipo lógico. Estas reglas anteriores se representan con considerable libertad artística. Por ejemplo, los monstruos pueden "destruirse parcialmente" o jugarse como cartas mágicas.
A veces, los duelos presentan eventos inusuales que solo pueden ocurrir porque el campo y los monstruos están representados por hologramas, lo que permite imágenes visuales emocionantes o dinámicas que acompañan a eventos que no podrían producirse en un duelo real (la tecnología actual año 2020 no puede cumplir esta tarea de manera realista en un duelo de la vida real). Un excelente ejemplo de esto es el duelo de dos partes de Yugi contra Panik en el arco del Reino de los Duelistas, en el que, entre otras cosas, la luz de la manifestación de las Espadas de la Luz Reveladora disipa la oscuridad que oscurece a los monstruos de Panik, y el anillo de flotación que se destruye parte del Castillo de las Ilusiones Oscuras, lo que hace que caiga y destruya los monstruos de Panik.
A lo largo de la serie, aparecen otras inconsistencias, algunas más drásticas que otras. Algunas cartas se clasifican de manera diferente en Duelo de Monstruos que en el juego del mundo real; por ejemplo, El espadachín de llamas es un monstruo normal en la serie, pero es un monstruo de fusión en el juego del mundo real, y el Círculo de los hechizos fue notable y completamente renovado como una "trampa con propiedades de cartas de hechizo", completa con una función diferente. Los duelistas se muestran con una invocación normal de sus cartas de monstruo en posición de defensa boca arriba, mientras que esto solo es posible en el juego de cartas del mundo real cuando lo permiten los efectos de ciertas cartas de hechizo o trampa. Además, los duelistas a menudo colocan sus cartas boca abajo en el cementerio, en lugar de boca arriba. En el arco de la historia de Ciudad Batallas, las "reglas avanzadas" también evitan que los monstruos de Fusion ataquen inmediatamente cuando son convocados, mientras que no hay tal disposición en el juego real. Para evitar esta regla en el anime se creó la carta de hechizo Ataque rápido. Desde el arco de la historia del Despertar de los dragones en adelante, no existe tal disposición, y la única diferencia con respecto a las reglas del juego del mundo real es la cantidad inicial de puntos de vida, que se reduce por brevedad. A veces, durante un solo duelo, una regla aparentemente cambiará o se ignorará, por lo general para un argumento, un efecto dramático o, en algunos casos, cómico. Las mismas reglas continúan y se actualizan para las serie de seguimiento, Yu-Gi-Oh! GX, Yu-Gi-Oh! 5D's, Yu-Gi-Oh! Zexal, Yu-Gi-Oh! Arc-V y Yu-Gi-Oh! VRAINS.
Se crearon varias cartas exclusivamente para el anime, incluidas cartas únicas que están vinculadas a elementos de la historia, como las cartas temáticas de cuentos de hadas y el Castillo Dorado de Stromberg del arco del Gran Campeonato, y otras creadas específicamente para un solo duelo. Además, ciertas cartas como El Mago Oscuro y el Dragón Blanco de ojos azules no son tan raras en realidad como lo son en el anime.

## Banda sonora

### Temas de apertura
Versión internacional
- Opening: «Yu-Gi-Oh! Theme»
  - Diálogo en inglés: Dan Green (Yami/Atem)
  - Diálogo en español (Latinoamérica): Irwin Daayán (Yami/Atem)

Versión japonesa
- Episodio 1 al 48: "Voice", interpretado por Cloud.
- Episodio 49 al 80: "Shuffle", interpretado por Masami Okui.
- Episodio 81 al 131: "Wild Drive", interpretado por Masato Nagai.
- Episodio 132 al 189: "Warriors", interpretado por Yūichi Ikusawa.
- Episodio 190 al 224: "Overlap", interpretado por Kimeru.

### Temas de cierre
Versión internacional
- «Yu-Gi-Oh! Theme»

Versión japonesa
- Episodio 1 al 48: Energizing Shower (元気のシャワー Genki no Shawā?), interpretado por Aki Maeda.
- Episodio 49 al 80: The Afternoon of that Day (あの日の午後 Ano Hi no Gogo?), interpretado por Masami Okui.
- Episodio 81 al 131: Paradise (楽園 Rakuen?), interpretado por CAVE.
- Episodio 132 al 189: These Overflowing Feelings Don't Stop (あふれる感情がとまらない Afureru Kanjou ga Tomaranai?), interpretado por Yuichi Ikusawa.
- Episodio 190 al 224: "Eye's", interpretado por Yuichi Ikusawa.